# Heliópolis Atlético Clube
Heliópolis Atlético Clube é uma agremiação esportiva da cidade de Belford Roxo, no estado do Rio de Janeiro, fundada a 1º de maio de 1950. Em 22 de novembro de 2023, o clube foi desfiliado da Federação de Futebol do Estado do Rio de Janeiro.

## História

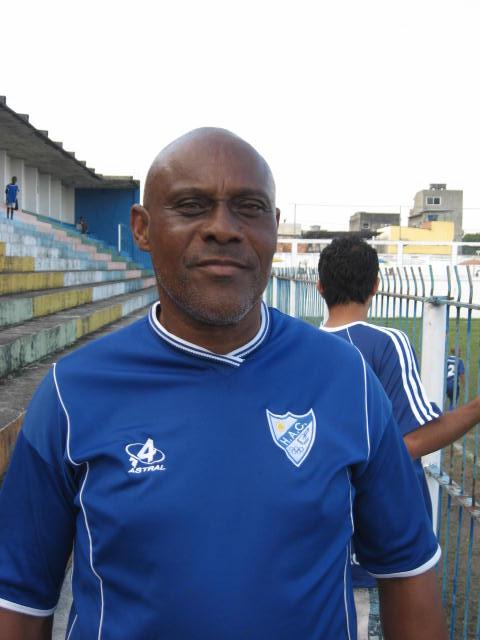
José Bento da Silva (Bento Kojak), fundador do Heliópolis

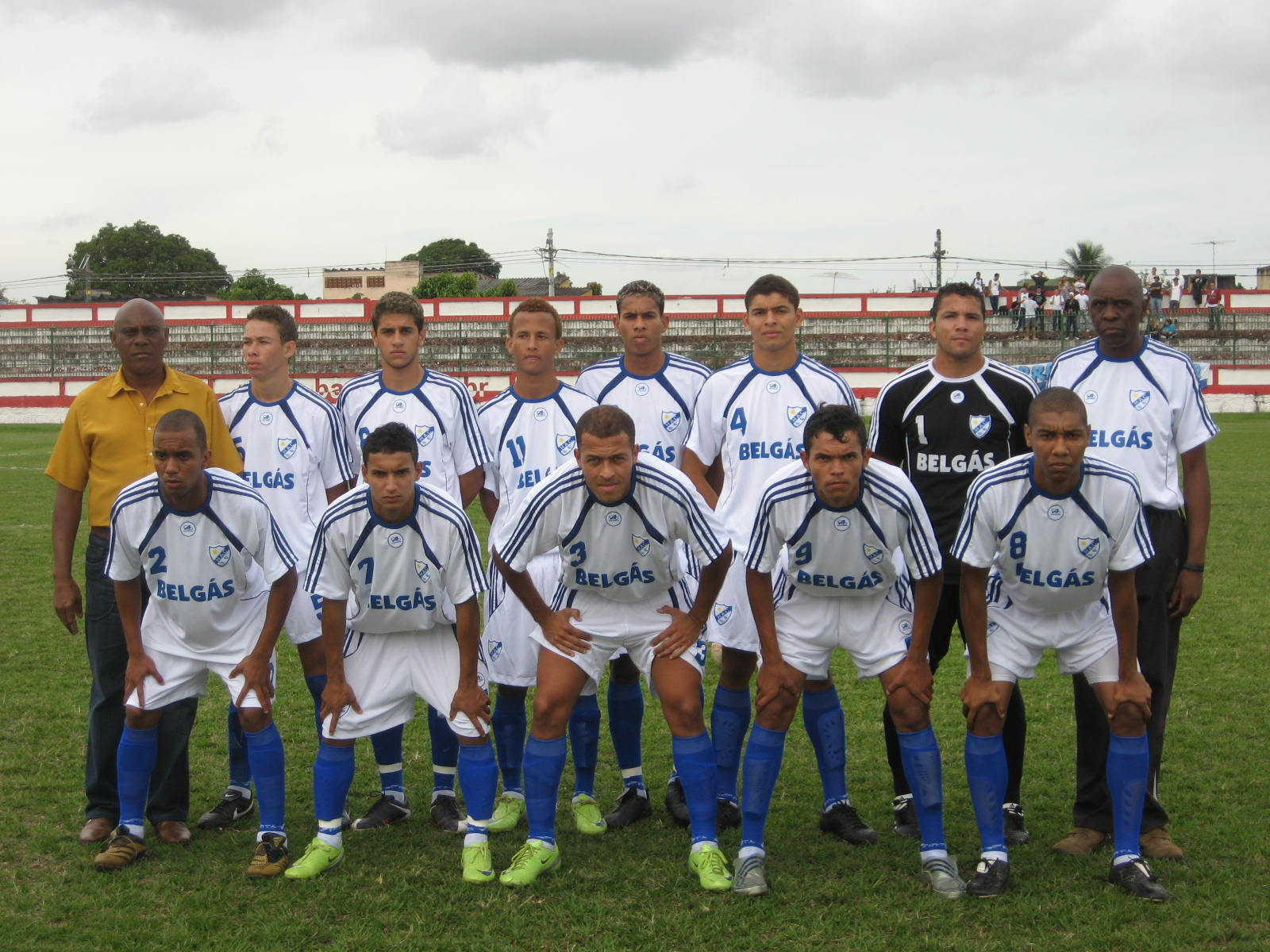
Equipe profissional do Heliópolis em 2009

Tradicional agremiação esportiva da Baixada Fluminense, o Heliópolis, fundado a 1 de Maio de 1950, sob a denominaçăo de Heliópolis Futebol Clube, passou à atual a 20 de Março de 1955. Localiza-se no bairro de mesmo nome em Belford Roxo. Sua tradicional torcida era no início dos anos 70 uma das maiores da Baixada Fluminense e se intitulava Furiosa. Seu estádio, inicialmente nomeado Cercadão, foi rebatizado de José de Alvarenga.
Disputou por anos os campeonatos promovidos pela Liga de Nova Iguaçu, alcançando grande destaque e uma intensa rivalidade, nos anos 70, contra Queimados Futebol Clube, Associação Atlética Volantes, Mesquita Futebol Clube e Morro Agudo Futebol Clube. 
Apenas em 1972, o Alvianil Heliopolitano estreou no campeonato Iguaçuano, pois a Liga Iguaçuana de Desportos, então organizadora dos certames da cidade, por dez anos impediu a participação do clube nas competições. E foi justamente na estréia que o Héliopolis conquistou o título da categoria principal ao bater o Queimados Futebol Clube numa melhor de três. A campanha na primeira fase foi a seguinte. Chave "A" (José Amaro Filho): 1 a 1 com o Belford Roxo; 2 a 1 no Volantes; 3 a 0 no 1° de Maio; Potiguar 0 a 1; 1 a 1 com o Mesquita, no primeiro turno. No segundo turno: 3 a 1 no Belford Roxo; 1 a 1 com o Volantes; WO no 1° de Maio; 0 a 0 Potiguar e 0 a 1 Mesquita, jogo que bateu os recordes de bilheteria do campeonato. Na fase final disputou uma melhor de três contra o Queimados, batendo-o no primeiro jogo no campo deste por 2 a 0 e vencendo a última partida em casa pelo mesmo placar. O time comandado pelo técnico Julinho era composto por Vicente; Luisinho, Vilson, Elói e Japonês II; Dé e Rogério; Zé Luís, Japonês, Gilmar e Almir.  
Em 1975, sagra-se vice-campeão da categoria adultos da Liga Desportiva de Nova Iguaçu ao capitular na decisão diante do Mesquita por 2 a 0.
Em 1976, vence novamente a categoria adultos da Liga Desportiva de Nova Iguaçu ao bater na decisão o Esporte Clube Santa Rita, de Nilópolis.
O time só se profissionalizou em 1983 e estreou no Campeonato Carioca da Terceira Divisão. A equipe ficou em sexto lugar do seu grupo na fase inicial, não se classificando assim para a fase final. No ano seguinte fica em quinto da sua chave e novamente não se classifica para a fase final.
Em 1985 se classifica pela primeira vez para a fase final, ficando em terceiro lugar do seu grupo. Acabou terminando em sexto lugar geral do torneio. Em 1986 se licencia do torneio pela primeira vez.
Retorna em 1987 e fica em terceiro lugar de seu grupo se classifica assim para a segunda fase. Na segunda fase fica em quarto lugar e não se classifica para a fase final. Em 1988 novamente fica em terceiro e passa para a segunda fase, na qual fica em terceiro e é eliminado. Em 1989 se licencia pela segunda vez.
Retorna novamente em 1990, ficando apenas em sexto na sua chave, e não se classificando para a fase final. Em 1991 se licencia pela terceira vez. 
Na terceira divisão de 1992 faz a sua melhor campanha em todos os tempos. Fica em quarto lugar no seu grupo, se classificando para a fase seguinte, na qual fica em primeiro na chave "A". Na fase final fica em segundo no seu grupo, perdendo a vaga para o Serrano Foot Ball Club, que vai para a final contra o Esporte Clube Barreira, e se sagra campeão.
Em 1993 fica em terceiro na sua chave no primeiro turno. No segundo, é o quinto. Acaba sendo penalizado com a perda dos pontos em uma partida, à qual não compareceu contra o Barra Mansa Futebol Clube.Em 1994 fica em primeiro lugar em seu grupo, se classificando para a fase final, na qual fica em quinto lugar. O campeão e vice foram respectivamente Goytacaz Futebol Clube e Nova Iguaçu Futebol Clube.
A então chamada Segunda Divisão (na prática, a Terceira) ganha o nome de Módulo Intermediário em 1995. O clube alvianil de Belford Roxo, é apenas o oitavo em seu grupo. Participa da Copa Rio, grupo 4, seção Interior, mas é eliminado na primeira fase ao ficar na quarta colocação, última, na sua chave, atrás de Barra Mansa Futebol Clube, Nova Iguaçu Futebol Clube e Mesquita Futebol Clube. Em 1996 disputa novamente a Divisão Intermediária. Fica em oitavo no primeiro turno e em segundo lugar no returno, não se classificando para a final.
Em 1997 é convidado a disputar a Divisão Especial, na prática a Segunda Divisão de Profissionais, o módulo abaixo da divisão de elite. Pela primeira vez em sua história o clube se aproxima da divisão principal do futebol do Rio de Janeiro. A campanha, porém, é ruim e o alvi-anil é o último em sua chave no término da primeira fase do campeonato, sendo logo eliminado da competição. Participa da Copa Rio, mas é eliminado na primeira fase ao ficar em quarto na sua chave, atrás dos classificados Duquecaxiense Futebol Clube e Rodoviário Piraí Futebol Clube, além do eliminado União Esportiva Coelho da Rocha. Entre 1998 e 1999 se licencia pela quarta vez.
Retorna em 2000 com uma campanha  ruim. Fica em último na sua chave, sendo eliminado na primeira fase da competição. Em 2001, no Módulo Extra - Série A2, fica em segundo em sua chave, se classificando para a fase seguinte, na qual fica em sétimo, não chegando às finais.
Em 2002 houve uma diminuição no número de participantes da Segunda Divisão e o Heliópolis voltou para a Terceira. Nesse ano faz uma péssima campanha, ficando em último em sua chave, na primeira fase, sendo logo eliminado da competição. Em 2003 se licencia pela quinta vez.
Retorna em 2004 e fica em quinto na sua chave, sendo eliminado da competição. Em 2005 se licencia pela sexta vez.
Retorna em 2006 e é o segundo em sua chave, atrás somente do Esporte Clube Nova Cidade. Na fase seguinte é eliminado em jogos de ida e volta pelo Resende Futebol Clube, que começava a sua trajetória vitoriosa rumo à Primeira Divisão. Entre 2007 e 2008 se licencia pela sétima vez.
Em 2009 disputa a Terceira Divisão de Juniores, competição à qual não consegue a classificação para a segunda fase. Participa da categoria profissional do Campeonato Estadual da Terceira Divisão, conseguindo a classificação para a segunda fase, ao se habilitar em seu grupo na segunda colocação, atrás somente do Clube Atlético Castelo Branco, superando Rubro Social Esporte Clube, Clube de Futebol Rio de Janeiro e o estreante Esporte Clube Marinho. Na segunda fase, faz campanha irregular e não consegue marcar um único gol, empatando três partidas seguidas em 0 a 0. Se classificam, nessa fase, Santa Cruz Futebol Clube e Leme Futebol Clube Zona Sul, ficando o Heliópolis e o Bela Vista Futebol Clube eliminados da competição.
Em 2010 disputa a Terceira Divisão do Rio de Janeiro, onde é eliminado na primeira fase do campeonato, na qual fica em último atrás do primeiro colocado, Associação Desportiva Itaboraí, do segundo, Esporte Clube São João da Barra, do terceiro, Serra Macaense Futebol Clube e do também eliminado Canto do Rio Football Club. Desiste, já com a tabela montada, de disputar a categoria de Juniores do Campeonato Estadual da Série C. Entre 2011 e 2012 se licencia pela oitava vez.
Na Terceira Divisão do Rio de Janeiro de 2013 é eliminado na primeira fase do campeonato, ao ficar em terceiro no seu grupo, que classificava dois times para a segunda fase.Fica em terceiro em seu grupo da Terceira Divisão do Rio de Janeiro e não se classifica para a segunda fase. Termina a competição em 15º de 23 clubes em 2004.
Em 26 de julho de 2014, com o empate sem gols diante do Ginga Brasil, o Heliópolis conquistou o titulo de campeão da Taça Cidade de Nova Iguaçu, categoria sub-20, competição promovida pela Liga de Desportos de Nova Iguaçu.
Em 2017 disputa a Quarta Divisão do Rio de Janeiro. 

## Sedes e estrutura

### Estádio José de Alvarenga

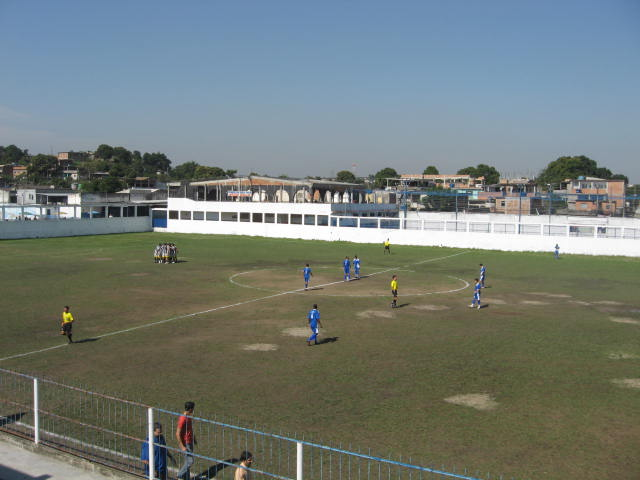
Estádio José de Alvarenga

O clube possui um estádio próprio, o José de Alvarenga com capacidade de 4.000.

### Sede

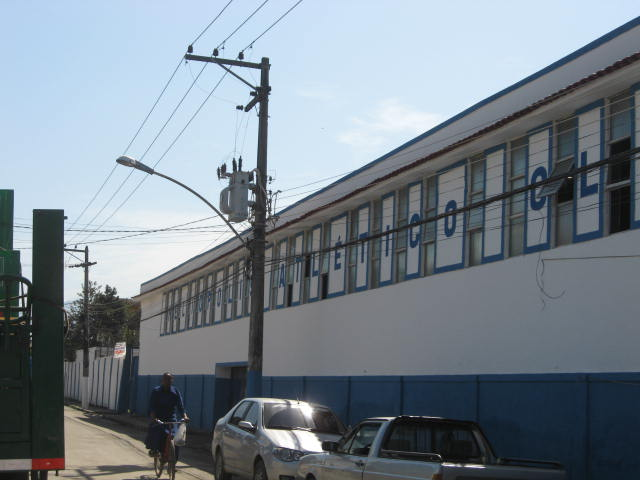
Fachada da Sede do Heliópolis

A sede do Heliópolis no bairro de São Francisco de Assis, em Belford Roxo.

## Títulos
- 1972 - Campeão da Liga Desportiva de Nova Iguaçu, categoria adultos;

- 1975 - Vice-campeão da Liga Desportiva de Nova Iguaçu, categoria adultos;

- 1976 - Bicampeão da Liga Desportiva de Nova Iguaçu, categoria adultos;

- 1979/80/81- Tricampeão da Liga Desportiva de Nova Iguaçu, categoria juvenil;

- 2014 - Campeão da Taça Cidade Nova Iguaçu, categoria Sub 20;

- 2014 - Campeão da Taça Cidade Nova Iguaçu, categoria Sub 16;